# 아베의 가족
《아베의 가족》은 MBC에서 1980년 6월 25일부터 1980년 6월 27일까지 방영된 6.25 특집 드라마이다. 6.25 전쟁의 피해를 입고 미국으로 이민을 가서 그곳에서 성장한 한 젊은이를 통해 6.25의 비극과 그로 인해 상처 받은 한국인의 삶을 그렸다.

## 줄거리
미국에서 사는 아베의 가족들은 함께 떠나지 못한 아베를 잊지 못하고 아베에 대한 죄의식에 빠진다. 타산적이고 이기적이던 김진호는 어머니가 죽자 어머니의 유산을 찾으려 한국으로 온다. 아베의 비극과 초라하게 살아온 그의 인생을 확인한 김진호는 병든 자신의 정신을 구원받고 아베가 죽어서 묻힌 섬에 정착한다.

## 등장 인물
- 최불암
- 김혜자
- 정혜선
- 유인촌
- 김무생
- 오미연
- 고두심
- 조경환
- 박원숙
- 김수미
- 정한헌

## 수상
- 1980년 한국방송대상 TV부문 연출상 - 고석만